# Rhopalopyx brachyanus
Rhopalopyx brachyanus är en insektsart som beskrevs av Orosz 1999. Rhopalopyx brachyanus ingår i släktet Rhopalopyx och familjen dvärgstritar. Inga underarter finns listade i Catalogue of Life.